# Criss Angel Believe
A Criss Angel Believe (másképpen CRISS ANGEL Believe vagy Criss Angel: Believe, magyarul: Criss Angel Hisz/Gondol) egy színházi produkció volt, amely a Cirque du Soleil kanadai székhelyű cirkusztársulat és Criss Angel amerikai bűvész együttműködésével jött létre, a mágus legismertebb saját televíziós műsora, a Criss Angel Mindfreak mintájára. A műsor a las vegasi Luxor hotelben található, az 1600 férőhelyes, felújított Luxor színházban tartotta előadásait. Bemutatója 2008. október 31-én volt. A show eredetileg tíz évig futott volna, de 2016. április 17-én levették a műsorról és helyét május 11-én a Criss Angel Mindfreak Live című produkció vette át.
A Belive volt a hatodik Cirque du Soleil-show Las Vegasban a Mystére, az O, a Zumanity, a Kà és a The Beatles LOVE után.

## Szereplők
- Criss Angel
- Crimson
- Kayala
- Ushers
- Lucky

## Zenéje

### CD
A Cirque du Soleil kiadta a műsor hivatalos zene CD-jét, amin a következő zeneszámok találhatók:
1. Homage to the Rabbits
2. The Life Factory
3. Sexy Pet
4. Flying with the Birds
5. Kayala and the Poppies
6. Sympathy for Crimson
7. The Magic Door
8. The Cockroach Dance
9. In and Out of the Dream
10. Shadows and Whispers
11. Being Houdini I
12. Being Houdini II
13. Prewed
14. Blow Me a Tornado
15. She is Gone to the Sky
16. The Magic Wedding

## Előadás időpontok
| Hétfő   | Kedd           | Szerda         | Csütörtök      | Péntek         | Szombat        | Vasárnap |
| ------- | -------------- | -------------- | -------------- | -------------- | -------------- | -------- |
| szünnap | 19:00 és 21:30 | 19:00 és 21:30 | 19:00 és 21:30 | 19:00 és 21:30 | 19:00 és 21:30 | szünnap  |

- Nincsenek előadások vasárnap és hétfőn.
- A többször elő fordult, hogy szerdán és csütörtökön egy előadás volt.

## Fordítás
Ez a szócikk részben vagy egészben  a   Criss Angel Believe című angol Wikipédia-szócikk fordításán alapul.  Az eredeti cikk szerkesztőit annak laptörténete sorolja fel. Ez a jelzés csupán a megfogalmazás eredetét és a szerzői jogokat jelzi, nem szolgál a cikkben szereplő információk forrásmegjelöléseként.